# Sophie Tabbiani
Sophie Tabbiani, född 18 juni 2004 i Genua, är en italiensk konstsimmare.

## Karriär
Vid junior-EM 2022 i Alicante var Tabbiani en del av Italiens lag som tog silver i det fria lagprogrammet, fri kombination och highlight samt brons i det tekniska lagprogrammet. Vid junior-VM 2022 i Québec var hon en del av Italiens lag som tog silver i highlight samt brons i det fria lagprogrammet, det tekniska lagprogrammet och fri kombination.
Vid EM 2024 i Belgrad var Tabbiani en del av Italiens lag som tog silver i det fria lagprogrammet samt brons i det tekniska och akrobatiska lagprogrammet. Vid konstsim-EM 2025 i Funchal var hon en del av Italiens lag som tog guld i det akrobatiska lagprogrammet och silver i det fria lagprogrammet.